# Langues kam-sui
Les langues kam-sui, appelées en Chine langues dong-shui (侗水), sont un sous-groupe de langues de la famille tai-kadai de langues parlées  en Chine du Sud et par quelques groupes de taille réduite au Viêt Nam.

## Classification interne des langues kam-sui

Localisation des langues kam-sui, en violet sur la carte, en Chine du Sud

Les langues kam-sui sont, avec les langues tai, le lakkja et le be, un des sous-groupes des langues kam-tai :
- Langues kam-tai
  - Langues kam-sui 
    - kam
    - kam du Nord
    - Sui
    - Maonan
    - Mulam
    - Mak, Ai-cham
    - Then
    - Chadong
    - Cao miao